# Lengenbachita
La lengenbachita és un mineral de la classe dels sulfurs. Rep el nom de la pedrera Lengenbach, a Suïssa, la seva localitat tipus.

## Característiques
La lengenbachita és una sulfosal de fórmula química Ag₄Cu₂Pb18As₁₂S39. Cristal·litza en el sistema triclínic. La seva duresa a l'escala de Mohs es troba entre 1 i 2.
Segons la classificació de Nickel-Strunz, la lengenbachita pertany a «02.HF: Sulfosals de l'arquetip SnS, amb SnS i unitats d'estructura de l'arquetip PbS» juntament amb els següents minerals: vrbaïta, cilindrita, franckeïta, incaïta, levyclaudita, potosiïta, coiraïta i abramovita.

## Formació i jaciments
Va ser descoberta a la Pedrera Lengenbach, situada a Binn (Valais, Suïssa). També ha estat descrita a la propera Reckibach, així com en diversos indrets del Canadà i Rússia.